# شکم‌گو (آلبوم)
شکم‌گو (به انگلیسی: The Ventriloquist) آلبومی از گروهٔ موسیقی روبی ثروت می‌باشد که در ۸ نوامبر سال ۲۰۰۷ منتشر گردید.